# Air Force Times

Air Force Times est un journal publié 26 fois par an pour fournir au personnel actif, de réserve et retraité de l'armée de l'air des États-Unis (United States Air Force) et de la garde nationale aérienne, ainsi qu'à leurs familles, des nouvelles, des informations, des analyses, des articles sur la communauté et le mode de vie, des suppléments éducatifs et des guides de ressources. Il est publié par le Sightline Media Group, qui fait partie de Regent.
La publication a été fondée en 1947 par l'Army Times Publishing Company (ATPCO), plus tard appelée Times Journal Company. Quelques années après la vente d'ATPCO à Gannett en 1997, la société a été rebaptisée Gannett Government Media. En 2015, la société est devenue l'une des propriétés numériques de TEGNA, Inc. et a été rebaptisée Sightline Media Group. En mars 2016, TEGNA a vendu Sightline à Regent, une société de capital-investissement basée à Los Angeles et contrôlée par l'investisseur Michael Reinstein.
Chaque année, Air Force Times nomme un aviateur de l'année, désigné par ses pairs et honoré lors d'une cérémonie au Capitole, à Washington, D.C..

## Histoire
Air Force Times a été fondé par Mel Ryder, qui a commencé sa carrière de journaliste pendant la Première Guerre mondiale, en vendant et en livrant Stars and Stripes aux troupes sur les lignes de front. En 1921, Ryder s'est associé à Willard Kiplinger pour créer le service de bulletins d'information Kiplinger Agency. Il vend sa participation dans l'agence en 1933 et commence à publier Happy Days, un journal destiné aux membres du Civilian Conservation Corps ; sa première commande porte sur 400 exemplaires et le premier annonceur est GEICO. Dans les années 1940, Ryder fonde l'Army Times, dont les journalistes couvrent l'U.S. Army Air Corps et l'U.S. Army Air Forces. Avec la création de l'U.S. Air Force en 1947, l'Air Force Times devient un journal à part entière.

## Abonnements et lectorat
En 2007, selon les chiffres du Military Times, un abonné sur quatre était un membre de l'armée de l'air en service actif, tandis que près d'un abonné sur dix était un membre de la réserve de l'armée de l'air (Air Force Reserve). Le nombre d'acheteurs en kiosque s'élevait à environ 11 600, 79 % des ventes en kiosque étant réalisées par des membres de l'armée de l'air en service actif et 9 % par des membres de la réserve de l'armée de l'air (Air Force Reserve).
En 2009, le nombre d'abonnés hebdomadaires s'élevait à 43 800, soit un tiers de lecteurs en plus
.

## Source
- (en) Cet article est partiellement ou en totalité issu de l’article de Wikipédia en anglais intitulé « Air Force Times » (voir la liste des auteurs).